# Championnat de Mayotte de football 2021
Navigation
R1 2020 R1 2022
Le championnat de Mayotte de football 2021 ou championnat de Division 1 Régionale est la 30e édition de la compétition. La saison débute le 27 février 2021 avant de se terminer le 30 octobre 2021.

## Participants

### Équipes participantes
| Club                            | Ville         | Classement 2020 |
| ------------------------------- | ------------- | --------------- |
| AS Rosador                      | Mamoudzou     |                 |
| Football Club Mtsapéré          | Mamoudzou     |                 |
| ASC Kawéni                      | Mamoudzou     |                 |
| ASC Abeilles                    | Mtsamboro     |                 |
| UCS Sada                        | Sada          |                 |
| Association sportive Jumeaux    | Bouéni        |                 |
| Diables noirs de Combani        | Tsingoni      |                 |
| USCP Anteou                     | Bouéni        |                 |
| Association sportive de Sada    | Sada          |                 |
| USCJ Koungou                    | Koungou       |                 |
| Tchanga Sport Culture           | M'Tsangamouji |                 |
| ASJ Moinatrindri                | Bouéni        |                 |
| Association sportive Bandraboua | Bandraboua    |                 |

- Promu

## Compétition

### Règlement
Le classement est calculé avec le barème de points suivant : une victoire vaut trois points, le match nul un. La défaite ne rapporte aucun point.
À égalité de points, les critères de départage sont les suivants :
1. plus grande différence de buts générale ;
2. plus grand nombre de points dans les confrontations directes ;
3. plus grande différence de buts particulière ;
4. plus grand nombre de buts dans les confrontations directes ;
5. plus grand nombre de buts à l'extérieur dans les confrontations directes ;
6. plus grand nombre de buts marqués ;
7. plus grand nombre de buts marqués à l'extérieur ;
8. meilleure place au Challenge du Fair-play (1 point par joueur averti, 3 points par joueur exclu).

Les règles 2, 3, 4, 5 de départage des clubs lors des rencontres disputées entre eux ne peuvent s’appliquer que si les 2 matchs les ayant opposés ont été joués.
Tant que ces 2 matchs ne se sont pas déroulés, les règles 6, 7, 8 s’appliquent en priorité dans l’ordre de leur énoncé.

### Classement
Source : Classement officiel sur le site de la FFF.
| Rang | Équipe         | Pts | J  | G  | N | P  | Bp | Bc | Diff |
| ---- | -------------- | --- | -- | -- | - | -- | -- | -- | ---- |
| 1    | AS Jumeaux T C | 49  | 22 | 16 | 2 | 4  | 48 | 27 | +21  |
| 2    | FC Mtsapéré S  | 47  | 22 | 14 | 5 | 3  | 49 | 16 | +33  |
| 3    | AS Rosador     | 33  | 22 | 10 | 4 | 8  | 33 | 31 | +2   |
| 4    | USCP Anteou    | 32  | 21 | 9  | 6 | 6  | 32 | 24 | +8   |
| 5    | Tchanga SC     | 30  | 22 | 8  | 6 | 8  | 27 | 22 | +5   |
| 6    | AS Bandraboua  | 29  | 22 | 7  | 8 | 7  | 31 | 36 | -5   |
| 7    | ASC Kawéni     | 25  | 22 | 9  | 2 | 11 | 33 | 41 | -8   |
| 8    | AS Sada P      | 25  | 22 | 7  | 4 | 11 | 31 | 39 | -8   |
| 9    | Diables Noirs  | 25  | 22 | 7  | 5 | 10 | 29 | 37 | -8   |
| 10   | UCS Sada       | 23  | 22 | 6  | 6 | 10 | 24 | 38 | -14  |
| 11   | Moinatrindri P | 22  | 21 | 6  | 5 | 10 | 29 | 37 | -8   |
| 12   | USCJ Koungou   | 13  | 22 | 3  | 5 | 14 | 16 | 34 | -18  |